# Riksväg 658
Riksväg 658 (norska: Riksvei 658) är en riksväg i Møre og Romsdal fylke i västra Norge som går mellan Europaväg 136 vid staden Ålesund i Ålesunds kommun och Ålesunds flygplats i Giske kommun. Vägen är 16,0 kilometer lång och asfalterad. Den passerar bland annat genom tätorten Nordstrand.

## Anslutningar
Riksväg 658 ansluter till:
- Europaväg 136 (vid Ålesund)
- Fylkesväg 526 (vid Hovland)